# Isla Perrot
La isla Perrot (AFI: [pɛʀo]; en francés: 'île Perrot') es una isla fluvial de Canadá localizada al oeste de la también isla de Montreal en la provincia de Quebec. Forma parte del archipiélago de Hochelaga, y se encuentra entre el lago Saint-Louis y el lago de las Dos Montañas, casi en el curso del río San Lorenzo.
Casi 33.000 personas viven en uno de los cuatro municipios de la isla:
- Notre-Dame-de-l'Île-Perrot
- Pincourt
- Terrasse-Vaudreuil
- L'Île-Perrot

La isla Perrot tiene el único molino de viento en Quebec, que data de la época en la que Perrot era un señorío en la colonia francesa de Nueva Francia. En su honor, lo que ahora constituye la arteria comercial de la isla fue nombrada boulevard Don-Quichotte (bulevar Don Quijote).